# Dzierżoniów (gmina)

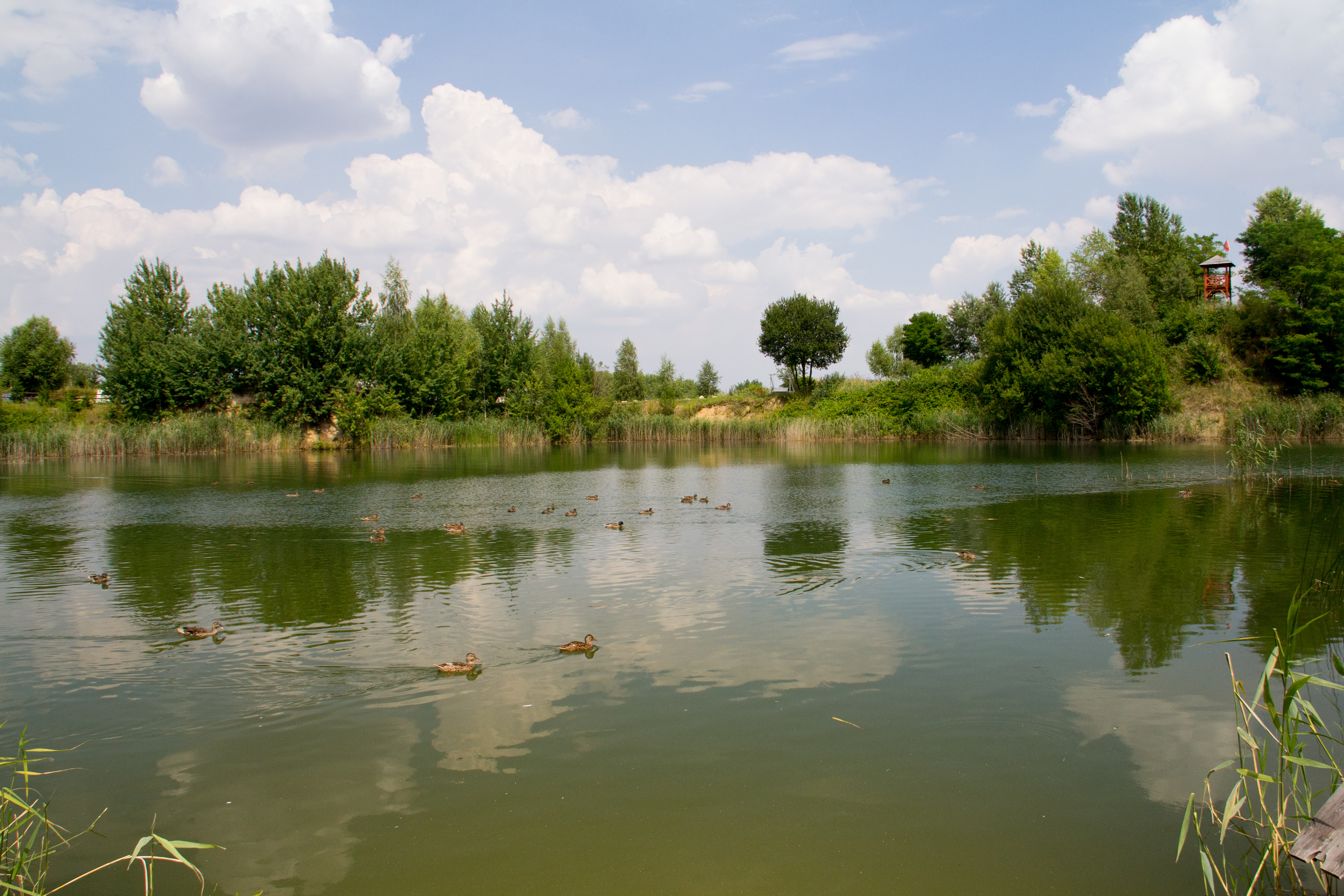
Gmina Dzierżoniów, Poland

Dzierżoniów est une gmina rurale du powiat de Dzierżoniów, Basse-Silésie, dans le sud-ouest de la Pologne. Son siège est la ville de Dzierżoniów, bien qu'elle ne fasse pas partie du territoire de la gmina.
La gmina couvre une superficie de 142,05 km2 pour une population de 9 391 habitants.

## Géographie
La gmina est bordée par les villes de Bielawa, Nowa Ruda et Pieszyce, et les gminy de Dzierżoniów, Głuszyca, Kłodzko, Radków, Stoszowice et Walim. Elle est également frontalière de la République tchèque.
La gmina contient les villages d'Albinów, Borowica, Byszów, Dębowa Góra, Dobrocin, Dobrocinek, Jędrzejowice, Jodłownik, Kiełczyn, Kietlice, Kołaczów, Książnica, Marianówek, Mościsko, Myśliszów, Nowizna, Ostroszowice, Owiesno, Piława Dolna, Roztocznik, Tuszyn, Uciechów, Wiatraczyn et Włóki.